# Владимирское муниципальное образование (Тулунский район)
Владимирское муниципальное образование — сельское поселение в 
Тулунском районе Иркутской области России. Административный центр — посёлок Владимировка.

## Демография
По результатам Всероссийской переписи населения 2010 года численность населения муниципального образования составила 869 человек, в том числе 433 мужчины и 436 женщин.

## Населённые пункты
В состав муниципального образования входят населённые пункты
- Владимировка
- Вознесенск
- Ингут
- Одон
- Харантей[2]